# 武蔵丸光洋
武蔵丸 光洋（むさしまる こうよう、1971年〈昭和46年〉5月2日 - ）は、アメリカ合衆国ハワイ州オアフ島出身（生まれはアメリカ領サモア）で武蔵川部屋所属の元大相撲力士・タレント。第67代横綱。
本名同じ、旧名・米国名：フィアマル・ペニタニ（Fiamalu Penitani）。身長192cm、体重235kg。現在は年寄・武蔵川、武蔵川部屋の師匠。得意手は、突き、押し、右四つ（かつては左四つ）、掬い投げ、血液型はA型、8人兄弟の4番目、趣味はゲーム、音楽鑑賞。愛称は「マル」、「角界の西郷隆盛（西郷どん）」。
2008年（平成20年）4月にフラダンス教室経営の女性と結婚、同年8月23日に故郷のハワイで挙式。2014年（平成26年）6月28日には第1子となる長男が誕生。

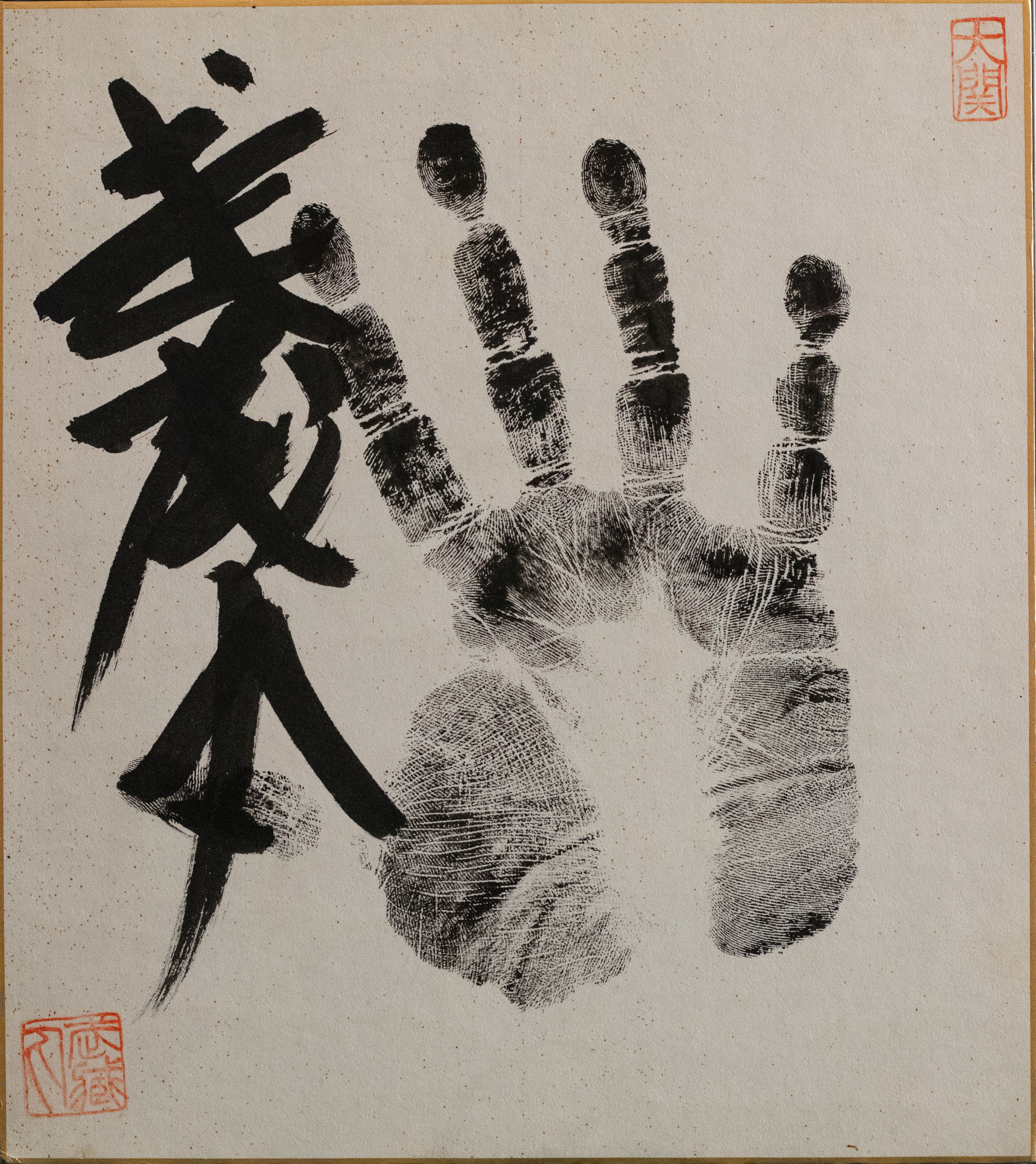
武蔵丸の手形

## 来歴

### 生い立ち
アメリカ領サモアで生まれる。父はトンガ人、母はサモア人。6歳の時に一家でハワイに移住したが、サモア語しか話せなかったため、友達もなかなか出来なかったという。
父は厳格で、父の言いつけによって友達を家に入れることは許されなかった。
小学校時代にアメリカンフットボールを始め、ハワイ州のワイアナエ高等学校に進学。高校時代は授業料免除の特待生であり、アメリカンフットボールのディフェンスラインとして活躍し、プロ選手としての活躍を目標としていた。大学からも勧誘されたが、経済的理由で進学を断念した。自身が部屋持ちの武蔵川部屋のサイトによると、勉強嫌いも大学進学を断念した理由であった。
高校時代はレスリングのグレコローマンも行っていたが、当時既に150kgあった体重を130kg級のリミットまで減量するのが大変で、体重超過を繰り返して結局公式戦には出られずじまいであった。もっとも、部屋持ち時代の武蔵川部屋での紹介によると「レスリングのグレコローマンで活躍」という扱いになっている。
大相撲入りの勧誘を受けたことを機に、過去に相撲との関わりが全く無かったにも拘らず、「大きな体を生かして家計を助けよう」と決心し武蔵川部屋に入門する。東関部屋を含めた4つの部屋から勧誘が来たが、最初に勧誘してくれた縁で武蔵川部屋を選んだ。なお、同郷の東関の勧誘を蹴っての入門であったため、来日後に駅でばったり東関に遭った際は「何でウチに来なかった?」と問われ、これには無言で頭を下げるしかなかった。

### 入門
師匠の武蔵川親方（元横綱・三重ノ海）は、その少し前に「武蔵坊弁慶」というハワイ出身の力士をスカウトしながらあっという間に逃げられたことから、半年のテスト期間を設け、徹底的に鍛えて様子を見てから初土俵を踏ませることにした。そして「これなら大丈夫だ」と見なされ、1989年（平成元年）9月場所に初土俵を踏んだ。
入門当初、武蔵川親方は口では「ハワイに帰りたくなったら言ってね」と安心させようとしていたが、武蔵丸本人は「そんなこと言えるわけがない」とすでに相撲に本気で打ち込むつもりであった。四股名は所属する武蔵川部屋と本名のフィアマルの「マル」から付けた。
前相撲が終わってから「ビザが切れて日本に滞在できなくなった」と武蔵川から聞くと、当時日本語が流暢でなかった武蔵丸は「お前はもうこれ以上相撲ができない。もう今日で終わりだよ」と誤って解釈してしまい、半日ほど釈然とせず悔し涙を流したという。尤も、これは一度出国してビザを更新すればよかっただけのことであった。
幕下時代は1日100番の稽古で鍛え、ちゃんこ、当時苦手であった納豆を含めて何でも食べるよう心掛けた。先達のハワイ出身力士である高見山や小錦とは異なり、日本食には適応できていた。また、武蔵川親方からは拳骨や竹刀で厳しく育てられた。
初めて番付に名前が載った11月場所で7戦全勝の序ノ口優勝。続く2場所はいずれも6連勝で迎えた7番相撲で敗れて優勝を逃すも、1990年5月場所で7戦全勝で三段目優勝。幕下2場所目の同年9月場所では2勝5敗の成績で入門後初の負け越しを経験したが、その後は横綱として迎えた2000年1月場所までのおよそ10年間で1度も負け越しを喫することはなかった。
負け越した場所から4場所連続で勝ち越して、1991年7月場所において新十両昇進を決め、この場所を11勝4敗で終えて十両優勝。続く9月場所も10勝を挙げて十両を2場所で通過した。
貴乃花(当時・貴花田)は下積み時代の武蔵丸の憧れで、自分もあんな風になりたいとモチベーションを持って稽古に励んだ。

### 入幕
1991年（平成3年）11月場所に終生のライバルとなる貴ノ浪らと同時に新入幕、東前頭12枚目の地位で11勝4敗を挙げて敢闘賞を受賞した。大きな体を生かした突き押しと、右四つからの寄りを得意とした。新入幕前の相撲雑誌には、「ハンマーで固めたようながっしりとした体の力士」で、「曙と一緒にハワイアンコンビとして若貴兄弟（若乃花・貴乃花）の終生のライバルとなるだろう。」と記述されており、新入幕前から大変な期待があったことがうかがえる。そしてこの通り、後年に曙（第64代横綱）・貴乃花（第65代横綱）・若乃花（第66代横綱）らと4横綱時代を築くこととなった。
1992年（平成4年）5月場所に新三役（小結）に昇進。平幕在籍は僅か3場所のみで、これ以降引退まで常に三役以上の地位を保ち続けた。同年7月場所は終盤まで優勝を争い、11勝4敗の好成績を挙げ、初の技能賞を受賞した。翌9月場所には関脇に昇進し、10勝5敗と二桁勝利を挙げた。その後はやや停滞していたが、1993年（平成5年）1月場所には尾曽が初土俵を踏み、新たな稽古相手を得て力を付けた。同年11月場所では8日目に横綱・曙を突き落としで破り、13勝2敗の好成績を挙げて史上初となる外国人力士同士による優勝決定戦に進出。再び曙と対戦、敗れて優勝はならなかったが、初の殊勲賞を受賞した。1994年（平成6年）1月場所は大関獲りの場所となり、順調に白星を重ねて12勝3敗の好成績で2回目の技能賞を受賞。同場所後、貴ノ浪と同時に大関昇進を果たす。大関昇進時の口上は「日本の心を持って相撲道に精進致します」であった。
その後も貴ノ浪とは対照的な取り口ながら実力は伯仲、良き好敵手として長く名勝負を繰り広げた。ちなみに武蔵丸対貴ノ浪の幕内取組数58回は、当時大相撲史上第1位の記録で（2020年3月場所現在、史上1位は琴奨菊対稀勢の里の66回、史上2位は白鵬対琴奨菊の63回、史上3位は日馬富士対琴奨菊の62回、武蔵丸対貴ノ浪の記録は史上6位）、対戦成績は武蔵丸の37勝21敗となっている（他十両の地位と1996年11月場所の優勝決定戦でも貴ノ浪と戦っており、共に武蔵丸が2勝）。
一般に広まっている西郷隆盛のイメージに似た容貌で、日本人に親しまれた。武蔵丸を応援する「さつま武蔵丸の会」が結成される など、特に鹿児島県民から愛された。髪は黒の直毛、体型も腰高でなく、またあんこの度合いもハワイの先達力士ほどではなかった。こうした条件が重なって、日本人力士の中に入っても浮き上がることがなく、大関昇進に渋い顔をするファンはあまりいなかった。

### 大関時代
新大関の1994年3月場所は序盤5連勝したものの、その後は黒星が増えて9勝6敗に留まる。同年5月場所では終盤まで優勝を争ったが、千秋楽に貴ノ花（当時）に敗れ12勝3敗の優勝次点に終わった。しかし続く7月場所では、千秋楽に貴ノ花を下手投げで倒して、大関としては1987年5月場所の大乃国以来となる15戦全勝で念願の幕内初優勝を達成。武蔵丸と同じハワイ出身の先輩である高見山、小錦、曙もなし得なかった史上初の外国出身力士による幕内全勝優勝を果たした。初優勝を遂げた際、武蔵丸の目は真っ赤に充血し、「うれしいよ」を繰り返すばかりで、後は言葉にならなかったと後年に伝わる。優勝パレードでは大雨、暴風、稲光に見舞われ、ずぶ濡れの凱旋となった。12勝の優勝次点に続く全勝優勝と、横綱昇進の基準である「二場所連続優勝もしくはそれに準ずる成績」に値する実績だったが、当時は昇進の目安が厳しかったこともあり殆ど話題にならなかった。次の9月場所は初の綱獲りとなったが、5月場所が自身初の大関での2桁白星であったこともあってまだまだ大関としての真価が問われた時期で、場所前の昇進ムードはそもそもなかった。結局この場所は11勝4敗に留まり綱取りに失敗。尚同場所11日目の琴の若戦では、最高位が横綱の力士としては平成以降唯一の水入りを経験した。
1994年7月場所千秋楽の相撲は武蔵丸にとって生涯最高の相撲である。本人は引退後に「本当に強い力士がいっぱいいた。あのときに関脇、小結なら、今は横綱、大関じゃないか。魁皇なんて絶対に横綱だね。そんななかでの全勝だから、価値があるんだよ」と当時の幕内上位の層の厚さを語っていた。
その後も終盤まで何度も優勝争いに加わる成績を残すが、横綱の曙・貴乃花らにあと一歩届かない成績が続いた。さらに左肩関節の負傷の影響により、1996年初場所から3場所連続で9勝6敗の成績が続き、その後も10勝前後に落ち着いてしまい低迷した。その低迷を挽回すべく右差しで腕を返して寄る相撲に変えたのが功を奏し、これまで分の悪かった貴乃花戦は1997年（平成9年）以降12勝7敗と勝ち越し、晩年は5連勝して終わっている（但し優勝決定戦を除く）。
1996年1月22日に日本国籍を取得し、本名を「武蔵丸光洋」としている。居住要件と手続き上のタイムラグを考えれば来日から約7年という、当時としてもほぼ最速での帰化であった。まだ24歳での決断であったが、本人は引退後に「大関（帰化当時）は日本相撲協会の看板力士だから、協会のルールみたいなものだ。日本の相撲のために頑張ろうということ。これは気持ちの問題だろう」と語っている。
貴乃花が初日から全休した1996年11月場所は、11勝4敗ながら幕内歴代最多数となる史上初の5人（ほか曙・若乃花・貴ノ浪・魁皇）での優勝決定巴戦となった。1回戦は武蔵丸が若乃花を寄り倒し、魁皇をすくい投げた貴ノ浪と共に巴戦進出へ。そして巴戦でも武蔵丸は1回戦不戦勝の曙と、そして最後は貴ノ浪をそれぞれ寄り切りで下して2連勝、14場所ぶり2回目の幕内優勝を達成する。1日50番の稽古のおかげで持久力が十分備わっていたため、決定戦は苦にならなかったという。尚15日制定着後で11勝の優勝は幕内最少勝星タイ記録（1972年1月場所の栃東以来24年ぶり2度目）である。ちなみに武蔵丸は全勝から12勝までの優勝も経験しており、11勝～15勝の5通りの勝利数での優勝を経験した唯一の力士である（2022年現在）。続く1997年1月場所は2回目の綱獲りだったが、優勝の若乃花に及ばす惜しくも12勝3敗に留まった。貴乃花が途中休場した翌1998年（平成10年）1月場所も混戦となったが、12勝3敗で武蔵丸が7場所ぶり3回目の幕内優勝。同年3月場所3回目の綱獲りに挑むが、前半戦の取り零しが響いて8勝7敗と又しても失敗に終わった。
1999年（平成11年）1月場所は、序盤から中盤にかけて黒星が先行、幕内昇進後初の負け越しも懸念されたが終盤持ち直し、7勝7敗で迎えた千秋楽の武蔵丸は貴乃花を土俵際で突き落とし、辛うじて8勝7敗と勝ち越した。
その次の3月場所は、場所終盤の11日目から当時の3横綱（貴乃花・若乃花・曙）が全員休場し、横綱不在となってしまった（ほか新大関の千代大海、関脇の武双山らも途中休場。なお3横綱の全員休場は、1950年1月場所の羽黒山・東富士・照國以来49年ぶり）。この異常事態に当時の時津風理事長（元大関・豊山）が異例の謝罪会見を行っている。それでも武蔵丸と貴ノ浪の当時2大関が奮起し、千秋楽は両者12勝2敗同士の相星決戦となって場所を盛り上げた。その千秋楽結びの一番は武蔵丸が貴ノ浪を寄り切って完勝、13勝2敗で4度目の幕内優勝を果たした。また武蔵丸は同場所で、幕下時代から続く通算連続勝ち越しが51場所となり、当時の北の湖が持つ50場所 を更新する新記録を達成した。
翌5月場所、武蔵丸は通算4回目の綱獲りとなった。場所前半で平幕力士に2敗を喫して心配されたが、その後連勝を続けて優勝争いの先頭に立ち、千秋楽は11勝3敗と1差で追う横綱曙との対戦となる。その千秋楽結びの一番は、武蔵丸が曙を押し倒して13勝2敗の成績で5度目の幕内優勝を決める。また大関として2場所連続優勝を果たし、ついに5月場所後に横綱昇進となった。連覇を果たしたものの、直近3場所合計34勝（平成時代の横綱昇進者では最低記録）の成績や3月場所が3横綱不在だったことに注文が付いたが、当時通算52場所連続勝ち越し中だった安定感と、優勝5回の実績を評価された形で昇進が認められた。なお大関32場所目での横綱昇進は、琴櫻と並ぶ史上1位タイのスロー昇進だった。因みに大関在位32場所（更に新入幕から関脇以下のを含めて46場所）の間負け越し・角番は一度も経験しなかったが、これは大相撲史上最長の記録 である。またこの昇進を最後に、2017年（平成29年）1月場所後に昇進を決めた稀勢の里まで、日本国籍を持つ横綱は2016年（平成28年）まで17年に渡り1人も誕生しない状態が続いていた。
本人は大関時代に低迷していたのは酒の飲み過ぎのせいだと考えており、断酒して相撲に集中したらすぐに横綱になったと語っている。

### 横綱時代
武蔵丸の横綱昇進により、平成時代に入ってからは2例目の4横綱と成った（曙・貴乃花・若乃花・武蔵丸）。その昇進伝達式では「横綱の名を汚さぬよう心・技・体に精進します」と予定していたところ言い間違えて「横綱の名を汚さぬよう・・・。ショウジン・タイにいたします」という不思議な口上を述べてしまうというハプニングが起こった。横綱昇進披露では、初土俵を踏む前にハワイのタロイモで作った酒を出席者に振舞った。横綱土俵入りは、師匠の武蔵川親方同様に雲龍型を選択、土俵入りの指導も武蔵川親方が行った。しかし武蔵丸の横綱土俵入りは、せり上がりがかなり不安定で四股の足があまり高く上がらない事もあり、200kgを超える力士としては今一つ重量感に欠け、決して上手いとは言い切れなかった。
新横綱の1999年7月場所は優勝を逃すも、千秋楽に曙を破って弟弟子の関脇（当時）・出島の援護射撃を果たすなどの活躍で12勝3敗の成績をおさめ、次の9月場所も12勝3敗で横綱として初の幕内優勝を成し遂げた。そして翌11月場所も千秋楽の11勝3敗同士の相星決戦で貴乃花を掬い投げで下して 12勝3敗で連覇を果たす。また横綱に昇進した1999年は、武蔵丸にとって初めての年間最多勝を受賞。但し、当時は他の横綱が不調または休場していた時期であり、しかも全て12・13勝での低レベルな幕内優勝であった。
2000年（平成12年）1月場所には左尺骨手根伸筋附着部炎のため、4日目から初土俵以来初めての途中休場となる。先場所まで継続中だった連続勝ち越し記録がストップとなった。この頃から故障が目立つようになり、以降左手首の故障に悩まされることになる。次の3月場所に復帰するも11勝4敗、又同場所中に若乃花が引退の為、4横綱時代は僅か5場所で終わった。さらに同年5月場所は、場所直前の稽古中に左膝を捻挫したため、初めて初日から全休となった。同年9月場所、14日目で武蔵丸一人14戦全勝で5場所ぶり8回目の優勝が決まったが、千秋楽は横綱曙に敗れて1994年7月場所以来の15戦全勝はならなかった。結局2000年の優勝はこの一度だけに終わった。
2001年（平成13年）は1月場所と5月場所、貴乃花との優勝決定戦に進出するも、2回共に敗れて優勝を逃している。特に同年5月場所、14日目の武双山との一番で巻き落としで敗れた際、右膝半月板損傷の大怪我を負っていた横綱貴乃花（その後7場所連続休場、貴乃花の優勝もこれが最後だった）に対し、千秋楽の本割り結びの一番は突き落としであっさり下すも、優勝決定戦でも気を遣ったのかまさかの上手投げに横転し優勝を逃した。のちに武蔵丸は「貴乃花のケガが気になってしまいやりにくかった」とコメントしている。その後、後援者からは「丸ちゃんは同情してわざと負けてやったんだろ?」などと言われ、本人はこれについて後年「本当にショックでショックで、もう相撲を辞めたいと思ったくらいだった」と振り返っている。師匠からも「この野郎!土俵に上がったら、同情するんじゃない」と大目玉を食らい、大相撲生活において通常であれば場所後1週間休みが与えられるところ、千秋楽翌日からすぐに稽古を命じられた。一方、師匠の武蔵川は停年退職後に「マスコミも世間も貴乃花の優勝を美談として取り上げました。しかし、私は違うと思う。土俵で脚を引きずる相手を前にして、自分が全力で当たれば貴乃花が壊れてしまうかもしれないということは武蔵丸が一番分かっていたはずだ。対戦相手にそう思わせること自体、失礼な話です。貴乃花の出場は、横綱の在り方として間違っている」と貴乃花の強行出場を批判している。
その後7月場所からは、貴乃花の長期休場により実質上7場所の間一人横綱の時代が続いた。不甲斐ない敗戦を引きずっていた武蔵丸は、例の敗戦から半年ほどは「稽古をしていても心と体がバラバラで、本場所にも行きたくない。負けてもどうでもいい」と投げやりになっていた。7月場所の最中にはストレスから吐血した。同年9月場所は5つも金星を献上（歴代の横綱で1場所5個もの金星配給は、当時の歴代ワースト記録）してしまい9勝6敗と不調だったが、それでも「このままでは自分がダメになる」と貴乃花との再戦を望み、心を入れ替えて稽古に励んだ。早朝の5kmのウォーキングで汗びっしょりになってから朝稽古を行う生活を秋巡業まで続け、その甲斐あってか翌11月場所は13勝2敗で7場所ぶり9回目の優勝となった。ようやく敗戦のショックを乗り越えた武蔵丸は報道陣の前で「この気持ち、言葉では言えないよ」と安堵を露わにした。またこの2001年、2年ぶり2度目の年間最多勝を受賞している。仮に武蔵丸が11月場所も優勝を逃した場合、優勝が一度も無いままの年間最多勝という大相撲史上初の珍記録となっていた（この「優勝ゼロで年間最多勝」は15年後の2016年、大関（当時、のち横綱）・稀勢の里が達成している）。
2002年（平成14年）1月場所は、左手首の故障再発で途中休場するものの、同年3月場所・5月場所と2連覇を達成。7月場所は首痛の影響で終盤崩れて10勝5敗に終わるも、翌9月場所の千秋楽横綱相星決戦では、長期休場明けの貴乃花を倒して、13勝2敗で12回目の幕内優勝を果たした。同日のNHKの幕内実況を担当した藤井康生アナは、前回の対戦時に「鬼の形相」と言われた貴乃花と対比させる形で「もう一人、心を鬼にした横綱がいました」と実況した。その優勝のインタビューで武蔵丸は「貴乃花に敗れたままだったので、これまでは優勝しても心が痛かった。（貴乃花が）帰ってくるまでずっと待っていた。今までの優勝の中で一番嬉しい。」と笑顔でコメントする。貴乃花は引退後の対談で「もう一度マルちゃんと結びの一番を取ったら、そこで引退しよう」と決めていたことを明かしている。しかし皮肉にもこの一番が、貴乃花と武蔵丸にとって現役最後の対戦となり、15日間皆勤も両者共にこの場所が最後となってしまった。さらに横綱同士の対戦も2007年7月場所千秋楽の朝青龍-白鵬戦まで実現しなかった。同年11月場所中、武蔵丸は持病の左手首の故障が悪化、靱帯剥離骨折により6日目から途中休場した（前日の取組では貴ノ浪と対戦し下手投げで敗れていた）。場所後に手術を決行したものの左手首は結局全快する事はなく、現役最終盤の頃にはほぼ全ての腱が切れており、左手の握力が20kgを切るほど重症化していた。

### 現役引退
2003年（平成15年）1月場所から5月場所まで、左手首手術後のリハビリ専念の為3場所連続全休。その間同年1月場所9日目に平成の大横綱・貴乃花が引退、同場所後に朝青龍が第68代横綱に昇進。同年7月場所へ4場所振りに出場したが、又しても左手首痛の影響からか2勝3敗と不振、6日目から途中休場（朝青龍も9日目で5勝4敗と不調で10日目より途中休場、横綱不在となった）。翌9月場所も怪我の治療により再び全休、横綱として6場所連続休場となった。そして次の11月場所で進退を掛けるも6日目で3勝3敗と波に乗れず、結果的に現役最後の相撲となった2003年11月場所・7日目の土佐ノ海戦では、引っ掛けにあっけなく土俵を割ってしまい、思わず天を仰いだ。
この日の夜、武蔵川部屋で師匠・武蔵川親方と去就を話し合った結果、武蔵丸自ら「これ以上、横綱としての相撲が千秋楽まで取れない」との理由で現役引退を決断する。その報告を聞かされた部屋の弟弟子である武双山、雅山、武雄山らは揃って号泣し、また当時平幕に落ちていた好敵手の貴ノ浪も、翌8日目の支度部屋で大粒の涙を流したという。なお、この引退によりこれ以降前述の稀勢の里が第72代横綱に昇進するまで、番付から日本国籍を持つ横綱が姿を消すことになった。
武蔵丸の引退記者会見では、かつて高校時代にアメフトの試合で首を痛めており 入門当初から左肩には殆ど力が入らなかったということを明らかにした。武蔵川親方にすら引退会見のその時まで語ったことのなかった痛みを抱えながら、14年間で通算連続勝ち越し55場所（歴代1位）、外国出身力士最多の幕内706勝（引退当時、2014年1月場所2日目に白鵬が更新）外国出身力士最多優勝回数12回（引退当時。現在は白鵬が保持）などを記録した。
2004年（平成16年）10月2日に引退相撲・断髪式が行われ、露払い・雅山、太刀持ち・武双山と、共に武蔵川部屋の弟弟子を従えて最後の横綱土俵入りを披露した。

### 引退後

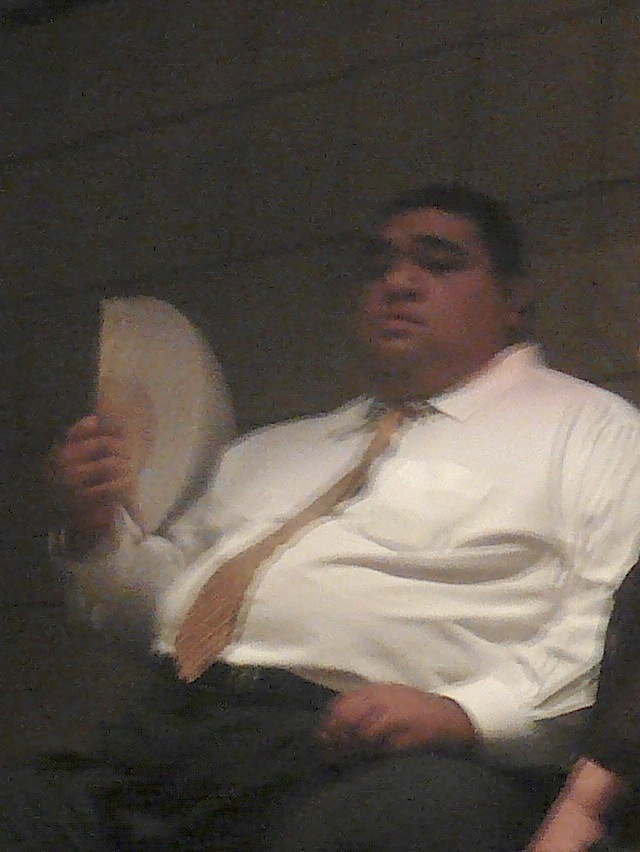
引退後の武蔵丸

引退当時武蔵丸は年寄名跡を取得していなかったため、横綱は引退後5年間現役時の四股名で年寄として活動できる制度、いわゆる「横綱5年」を利用し、年寄・武蔵丸として武蔵川部屋の部屋付き親方として後進の指導に当たった。
5年の期限が切れる直前の2008年10月22日、武蔵丸は停年（定年。以下同）退職していた朝嵐大三郎が所有していた年寄名跡「振分」を借り（2010年4月7日からは高見盛精彦が所有）、日本相撲協会理事会は、武蔵丸の年寄振分襲名を承認した。これにより、武蔵丸は引き続き武蔵川部屋付き親方として協会に残ることになった。「横綱5年」の年限間際になっても年寄株取得を巡る動きは表沙汰にならず、帰国して実業家の道を歩むなどと報道されてもいたため、このニュースはいささか意外感を持って受け止められた。翌日付の東京中日スポーツによると、問題が山積している角界で、何か力になれることはないかと考えるようになったからだという。なお借株での襲名のため、引退から5年経過した同年11月場所中に委員待遇を解かれ、全年寄の序列最下位となった。2012年8月30日、停年退職していた旭國斗雄が所有している年寄名跡「大島」へ名跡変更することが承認され、3代目大島親方となった。
2013年2月4日、先代武蔵川親方の停年退職により年寄名跡「武蔵川」を取得し、年寄・武蔵川を襲名した。当初からこれを前提に先代武蔵川親方の停年退職まで全力を尽くして協会に残留する予定であったという話もある。また直近2代が協会の理事長経験者であったため「まさかハワイ出身者がこの伝統の名跡を取得する時代になるとは」と保守層の相撲ファンから感慨深く受け止められた。同年4月1日付で内弟子の力士2人と床山1人を連れて武蔵川部屋を独立（事実上の再興）し、師匠として後進の指導に当たっている。なお、部屋の元弟子の武蔵國、弟子の光武蔵は実の甥である。入門前は相撲未経験者の弟子を多く抱え、厳しい指導を行うも感情的に怒鳴ることはない指導で知られる。一方土俵を離れれば笑顔でおおらか、優しくて懐が深く、隙があればギャグを連発する裏表のない気さくな人柄を発揮。元横綱として持つ後援者や本人の人柄などもあって、ちゃんこの食材がすべて差し入れで賄える日もあるなど部屋の食糧事情は充実している。入門直後にはロクにコミュニケーションが取れない弟子もいるが、武蔵川主導でバーベキューやデリバリーピザを囲んでの食のレクリエーションを行うことでそうした弟子も自然とコミュニケーションを取れるようになる。
相撲協会の職務では監察委員を務めている。借株時代は規定により平年寄に留め置かれていたが、名跡を取得してから1年が経った2014年4月の職務分掌で主任に昇格している。5年以内に年寄名跡を取得しなかった影響もあるが、元横綱が引退から10年以上かけて主任以上に昇格した例は極めて珍しい。2015年2月の職務分掌では主任昇格から1年弱で委員に昇格。
2010年からデイリースポーツ相撲評論家を務めているほか、小錦らが所属する芸能事務所KPに所属し、「武蔵丸」名義でタレント活動も行っている。2014年3月には、国技館すぐ近くのJR両国駅に大関時代の優勝額を寄贈し、以前からあった師匠・三重ノ海の優勝額と一緒に展示されている。
2017年4月末には末期の腎不全に襲われ、妻から腎臓提供を受けた。夫妻ともに手術を受けて部屋をしばらく留守にしていたが、弟子たちは親方、女将不在を協力し合って留守を守ったという。
2019年からNumberで「武蔵丸の辛口御免 Oh!相撲」が連載されている。

## 取り口など
入幕から大関時代初期までは安定感のある突き押しを武器にして、期待に違わぬ快進撃を続けた。アメフトの技術を応用したことによるもので、幕内時代の鬼雷砲との対戦ではアメフトばりのタックルで鬼雷砲を土俵際まで吹っ飛ばしている。突き押しの威力は水戸泉(現・10代錦戸）から「馬の蹴り」に喩えられるほどであった。しかし、1996年頃から太り過ぎもあって次第に突き押しの回転が鈍り、突き押しでは曙ほどの破壊力を示すことができなくなり、また四つ相撲では腰が軽く簡単に転んでしまう上に左肩の致命的な故障（先述）の影響で相手に右上手を引かれるといとも簡単に崩れるなど、物足りなさの残る内容で苦闘を強いられることになった。左四つになっても自分得意の型になるまで出なかったため、当時の出羽海理事長に「おとなし過ぎる。もっと積極的な相撲を取れ」と異例の注意を受けたことも。
その後、突き押し主体の相撲や左四つでは、覇権を握る貴乃花には通じないことを悟り、1997年頃から取り口をモデルチェンジした。すなわち右を差し、その太い右腕を返して相手を浮かせながら出て行く取り口である。この安定感と破壊力が両立されたスタイルを身につけて横綱昇進を果たし、1999年〜2002年頃までライバルの曙・貴乃花・若乃花・貴ノ浪らが怪我による不振や相次ぐ引退に喘ぐ中、第一人者としての責任を全うした。
- 高見山・小錦・曙らといった、ハワイ出身力士の欠点である下半身の脆さが殆ど無く、入門以前から抱えていたものを除けば怪我も少なかった。寧ろ足腰の強さは折り紙つきであり、錣山（元関脇・寺尾）が「バスケットもうまかったですよ。200キロの人間がダンクシュートをするなんて、世界的にもあまりいないんじゃないかと思います。一度垂直跳びをやる機会があったんですが、僕は一生懸命やっても69センチくらい。ところが、武蔵丸は80センチ跳んでいました。」とその脚力について証言していた[32]。貴乃花は引退後の対談で「腕で返してくるんじゃなくて、足腰で返してくる」とその足腰の良さを称えた[18]。
- 大成を実現させた右差し、腕を返して出る取り口は左上手を必要としない、まさに右腕一本で掴んだものだった。1996年の頃から左手首が満足に使えなかったようであり、片腕で取っても勝てるように喜んで取り口を変えたという[6]。貴乃花との対戦では前褌だろうととにかく右は差すようにした[18]。その右差しの威力は、相手を浮かせるつもりがそのまま吹き飛んで便宜上掬い投げが宣告させることが多かったほどである。
  - 一方で2025年5月場所中のコラムでは、怪我の関係で取り口を試行錯誤した結果として横綱となっただけで、自分から横綱を狙うために右差し相撲を開発した訳ではないという趣旨の説明をしている[33]。
- 体重の割にはスピードがあったが、その体重からスタミナ切れを起こしやすかった。特に大関時代は毎日の深酒もあってスタミナ不足が目立った。
- その取り口には安定感が有り、「混戦に強い」と言われた事もあったが、何故か優勝決定戦には非常に弱く、7回決定戦に出場した内の幕内優勝達成は1回（5人の幕内優勝決定戦を制した1996年11月場所）のみであった。
- 特に2000年代には、外国人力士が土俵内外でエキサイト気味になることがしばしばあったが、現役時代の武蔵丸は終始淡々としていて、そのようなことは殆ど無かった。さらに武蔵丸は土俵外で話題になることも少なかったため、外国人力士としては比較的地味な印象が強かった。だが同じハワイ出身の小錦は「マルは息抜きが上手だった。俺は神経質過ぎるところがあったけど。でも武蔵丸は平気だった。切り替えがうまいんだよね」と精神面を語ったことがある[34]。14代武蔵川も「武蔵丸は非常に手が掛からないタイプで、いつも私の言う事を素直に聞く真面目な性格だった」と評していた[35]。後に本人は、稽古熱心で真面目な横綱であったという当時の評判に対して「相撲だけに集中していけばトラブルはないよ。格好をつけるから問題が起きる。相撲を一生懸命やる。普通にやればうまくいく」と語っている[13]。

## エピソード

### 現役時代
- まだ新弟子のころ、部屋に大量のサバが差し入れられたことがあった。武蔵丸は「オレがやるよ」と、包丁を握り締めて駆け寄ってきた。周囲が好奇心で見守る目の前、鮮やかにサバを三枚におろしてみせ、周りを驚かせた[10]。しかし、武蔵丸がちゃんこ場に立つと先代武蔵川は「お前はちゃんこ番をやりにハワイから来てるんじゃないんだよ。稽古やれ!」と叱ったという[22]。
- 『大相撲ジャーナル』編集長の長山聡によると、同郷のハワイ出身である曙、小錦は日本語のマスターがかなり早かったが、武蔵丸にはなかなか細かいニュアンスが伝わりにくい面があったとのこと。長山が武蔵丸に学生時代の好きな科目を聞いたところ「サイエンス（科学）かな。英語は苦手だった」と話していたので、長山は語学があまり得意ではないのかもしれないと分析している。逆にそこがとぼけたような感じとなり、話の土俵を盛り上げていたとも評している[36]。
- 1995年に父が57歳で死去。父は武蔵丸の相撲を一度も生観戦する機会が無かった。
- 2001年7月場所、1場所中で2回も（6日目の肥後ノ海戦、9日目の皇司戦）猫だましをされた。なお、2戦とも技を貰うことなく勝利している。
- 2002年1月7日の稽古総見を欠席した際にプロレス観戦をしていたことに対して、当時横綱審議委員会の委員を務めていた内館牧子は「社会人として最低。あんな横綱に優勝して欲しくない」などと非難した。これに対し、師匠の武蔵川は「手首の故障が理由で、気分転換も兼ねて欠席しただけだ」と話し、抗議する意向を示した。 内館の自著によると、この件がきっかけとなって自身が「横審の魔女」の異名を冠するようになったのだという[37]。
- 現役時代は巨体のため外科手術を受けようにも麻酔が効かず、左手首の手術は麻酔なしで受けたことがある。
- 2024年1月8日放送分の『しゃべくり007』では現役当時について、曙とはライバル同士であったため仲は良くなかったと明かした[38]。同年4月11日に曙が死去した際は「10年くらい、全然会っていなかったので」と近年は親しくなかった旨を語った上で「離されないように、負けないように。そういう気持ちでやっていた」と振り返った[39]。

### 親方時代
- 2007年6月に武蔵川部屋創立25周年パーティーが開催され、その席で師匠の武蔵川が還暦土俵入りを行なったが、元横綱が露払い・太刀持ちに起用されることが多いにもかかわらず、元横綱の武蔵丸は起用されず、実際に起用されたのは露払いが雅山、太刀持ちが出島だった[注釈 21]。
- 2010年2月4日、第68代横綱・朝青龍が度重なるトラブルに責任を取り、突然現役引退を表明。その朝青龍が引退記者会見で思い出の一番に、「両親の目の前で横綱武蔵丸を倒した相撲（2001年5月場所初日）」を述べた事に触れ、当の武蔵丸本人は「そうだったの。今まで何十番、何百番と相撲取ったけど、その一番と言われたら嬉しいよね。でもこういう形で引退するのは、今も信じられないし大変残念だ」と神妙な面持ちでコメントしていた。
- 引退後240キロあった体重は、夫人の協力有ってダイエットに成功し150キロまで減った。しかし武蔵川部屋を再興してからは弟子に稽古をつけるために体重を少しずつ元に戻している。2024年1月8日放送分の『しゃべくり007』では、体重200kgと答えている[40]。
- 部屋創設後、ハワイ出身者であることから弟子集めのパイプを持っておらず大変苦労したと言い、相撲未経験者や運動未経験者などを勧誘せざるを得ないことなど思いの丈をテレビ番組で語っていた[41]。
  - それでも、2024年7月場所前の時点では国士舘大学相撲部とパイプができている模様で、相撲部を激励している様子が大学公式情報サイトで確認されている[42]。
- 感傷的な場面が苦手なため、父の日や誕生日のプレゼントはいらないとしている[35]。
- 自身が再興した武蔵川部屋では、 琴剣の著書『相撲めし』（扶桑社）によると、具材の味が引き立つシンプルなちゃんこが特色となっている。また、自身は甘辛い醤油味の鶏肉の照り焼きがお気に入り[43]。
- 2019年2月、Sports Graphic Number（スポーツ雑誌）の企画で、第66代横綱・若乃花（現・花田虎上）とのスペシャル対談を行う。現役時代はライバル同士で挨拶を交わすのみで、若乃花は「アメリカ文化に憧れていたから、本当はもっと親方と話をしたかったけど、勝負が有るし情が移るのは良くないと思っていた。だから今、やっと話ができるのが嬉しい」とのコメントに、武蔵川は「若乃花は逃げないで当たってくるから、やり易かった。でも小さくて嫌だったよ。よく動くから体を起こすまで時間がかかるんだもん」と笑顔で現役時代を懐かしんでいた[44]。
- 平成最後の2019年4月30日から新天皇即位の5月1日にかけて武蔵川部屋Fabebookの投稿で自らの新弟子時代、現役時代の思い出、そして本名であったフィアマルのマルを取った四股名が帰化によって日本人としての本名となったこと、平成25年に武蔵川部屋を再興したことなどを振り返り、「平成元年に18歳で来日してからのこの人生の変化！数えきれない程の出会いに恵まれ、今があります。」とその感慨を語っている。
- 部屋持ち時代から頭髪を坊主頭にしている。
- 小錦とは現在も親交が続いており、時折武蔵川部屋の指導に訪れることがあるという[45]。

### 趣味・嗜好
- 硬い肉と白米が好き。特に白米に至っては、大相撲ハワイ巡業の解説を行う為にハワイに行った際に「ハワイはご飯が出ないから辛いね」とまで発言したほど。米に馴染めたことが、相撲取りとして成功する一因にもなっている。
- かなりのゲーム好きで知られた。場所中に後輩達を引き連れ、アーケードゲームで遊んでいる姿を相撲ファンによく目撃されている。通常の椅子だと耐荷重が足りないため、行きつけのゲームセンターには武蔵丸用に複数人用の椅子が特別に用意されていた。

### 怪力にまつわる逸話
- 現役時代にベンチプレス250kgをマークした。
- 特命リサーチ200Xで打撃の威力を計測した際、張り手で1トン以上(1150 kg)を記録した。更に立合いの威力では2トン以上(2280.5 kg)を記録した。
- 引退から丸10年が経過した2013年12月31日には日本航空の恒例行事である餅つきで自身が杵柄を取った際に石臼が割れてしまう事態が発生した。[46]
- 1998年3月場所後、綱とり場所を8勝7敗の不成績で終えたため、何を戸惑っているのか師匠の武蔵川に問われると「本気で叩いたら、相手が死んでしまうから…」と規格外のパワーを持て余している胸の内を明かした。この優しすぎる性格を理解した武蔵川が突き押しでは殻を破れないと確信し、四つ相撲を勧めたという話もある。

### イベント関連
- 2007年7月7日に行われた第3回アメリカンフットボール・ワールドカップ開幕・日本対フランス戦（川崎市・等々力陸上競技場）でコイントスを行った。ちなみにその際に着用したユニフォームの背番号は第67代にちなんで67番であった。
- 2007年8月26日にロサンゼルスの新選組の夏祭りにゲストとして参加した。

### タレントとして
- めちゃイケの数取団のコーナーにゲスト（兄貴）出演した際は、ゲームそのものは4敗と振るわなかったものの、罰ゲームの関取団との相撲では流石の貫禄を見せつけ、真っ向勝負で打ち負かした。真剣相撲で関取団に土をつけたのは武蔵丸ただ一人である。その時の対戦相手で現在は同じ事務所に所属する火の竜には現役時代にも対戦し勝利している。
- ハワイ出身力士の先輩である元大関で現在はタレントの小錦と共演すると、薄くなった頭髪をイジられることが多い。（すぽると!、ボクらの時代など）
- 土俵上で塩撒きを過剰に行うことに関しては批判的であり、横綱時代の体験に基づき「自身が取る頃には土俵がほとんどが、塩の状態になってしまっている。塩が土俵上にあると滑りやすくなる」と話したことがある[41]。

### 相撲人の死去に対する報道対応
- 同じ1971年（昭和46年）生まれで、新入幕・1991年11月場所、新大関・1994年3月と共に同時昇進で、大相撲史上最多（当時）の幕内58回も対戦したライバル・貴ノ浪こと音羽山親方が2015年（平成27年）6月20日、43歳で急性心不全のため死去した。東京都内で取材に応じた武蔵丸は「今の関取にはない、しぶとさを持っていた。リーチが長く足技もあり、何をしてくるかわからない。嫌な相手だった」と現役時代を振り返った後、「まだ気持ちの整理がつかない。友達が1人、いなくなってしまった…」と寂しそうに語っていた[47]。
- 昭和の大横綱・千代の富士（第58代横綱）こと九重親方が2016年（平成28年）7月31日、61歳で膵臓癌のため死去した。九重親方と同じく当時監察委員を務めた武蔵丸は8月3日、九重部屋を弔問に訪れた時記者陣に対し「（直前の7月場所中に）疲れた、きついと言っていた。そんなことを言う人じゃないからびっくりした」と明かし、又同場所を途中休場する際に九重親方から直接電話を受けたという。さらに武蔵丸は「自分が（大相撲界へ）入門した時は30回ぐらい優勝していた。（住む）世界が違う人だった」と先輩横綱を悼んでいた[48]。
- 同じハワイ州オアフ島出身で、先輩横綱でもあった曙太郎（第64代横綱）が2024年（令和6年）4月、54歳で心不全のため死去した。同月11日にInstagramを更新の際、ハワイ巡業で先輩大関・小錦らと一緒に撮影の写真を掲載し「今はショックな気持ちが大きいです。心からご冥福をお祈りいたします。Thank you Bradda.」と追悼した[49]。

### 評論家として
- 2016年9月場所後の雑誌の記事では「いまの力士は『痛い、痛い』と言い過ぎ!僕の計算では9割の力士が言ってるな（笑）。なんで『熱が出て座薬を入れて』なんてことまで、ああだこうだしゃべらないといけないんだよ?サポーターやテーピングもどんどん目立ってきてるし、一言で言うと『カッコ悪い』んだ」と批判している[50]。
- 遠藤に関してはテーピングをしないということを評価している[50]。一方で、怪我を引きずって相撲を取り続けることに関しては、2016年7月場所後に「せっかくここまで来て、また十両に逆戻りと、これを繰り返すばかりになってしまう。『ジ・エンド（遠藤）になっちゃうよー』」と、休場をする勇気を出すことを進言している[51]。
- 琴勇輝の掛け声に関しては武蔵丸も反対派であり、2015年5月場所前の記事では「土俵上でなく、支度部屋にいる時や花道に進む前にやっておけ、って言いたいね」と話している[52]。
- 2016年9月場所3日目に服部桜太志が敗退行為を行った際には「彼の場合、うちの弟子たちと同期だったから以前の取組も動画などで見ていたけど、この行為は今回が初めてじゃなかったんだ。師匠は彼の相撲を見ていたのかな?稽古場ではどうだったんだ?その前にちゃんと指導しておかなきゃいけなかったんだよ。師匠が悪いよ」と難詰しており、一方で「うちの部屋の弟子も相撲経験のない子が多いし、最初は稽古場で相手を怖がってしまって、相撲にならない子もいた。そういう子は、前相撲でデビューさせるまで2、3場所、様子を見たりもするんだ」と自身の指導方針についても語っている[50]。
- 2015年1月場所後の白鵬の審判部批判問題に関しては、正式な謝罪会見を開催しなかったその対応を「謝り方を間違えているよ。本当は紋付き袴着て師匠と一緒に協会に謝りに行かないと駄目。・・・テレビのバラエティで言うなんて誰が見てもおかしな話でしょ」と批判した[53]。
- 2017年3月場所14日に照ノ富士が変化で琴奨菊を破った件に関しては、照ノ富士自身この場所の優勝争いに絡んでいただけに「もうね、立ち合い変化するヤツは負けにしていいよ!高いお金を払って、それも今はなかなかチケットが取れず、徹夜してまで並んでくれるお客さんもいてさ。それなのに、あんな一瞬で終わっちゃう。お客さんに失礼なんだよな」と感情的に非難している[54]。一方で2015年9月場所11日目に鶴竜を立合い変化で破った新入幕の逸ノ城に関しては「立ち合い変化のはたき込みは、やった方も悪いけど、食った方がもっと悪いんだ」と主張している[55]。
- 2017年7月場所で通算1050勝と39回目の優勝という大記録を達成した白鵬に関しては「でも、相撲内容が良くないよな。内容より『勝てばいい』『記録だけを伸ばす』と考えているのか、相変わらず張り差しとかかち上げばかりで、横綱として堂々とした相撲だったとは言えない。当たってつかまえて、投げる、一気に前に持っていって寄る。そんな力相撲を見せるのが横綱というものだと思う」と、2017年7月場所後の雑誌の記事で注文を付けていた[56]。
- 2017年3月場所に第72代横綱に昇進した稀勢の里は、2場所連続2度目の幕内優勝を果たしながら、同場所13日目の横綱・日馬富士戦で右胸・上腕部の筋肉部分断裂の重傷を負った。その故障が完治せず、2017年5月から2018年3月場所迄、当時横綱在位7場所目で6場所連続休場（途中休場4回・全休2回）を記録した稀勢の里に対して、武蔵川親方は「最低でもあと1年から2年は横綱として頑張って欲しい」「こうなったら2・3場所かけてじっくり治すべきだ」と、寛容な姿勢を見せていた[57]。その後も稀勢の里は同年7月場所迄8場所連続休場（年6場所制以降横綱として単独ワースト記録）、休場明けの9月場所では10勝5敗と復活するも、次の11月場所は初日から4連敗と絶不調で再び途中休場。進退を掛けた翌2019年1月場所も序盤3連敗、横綱では単独ワーストの8連敗を喫して同場所4日目限りで現役引退。この報道に関し武蔵川は「（大怪我の直後）暖かくて一番治りやすい夏場にきっちり休んでおけば、筋肉も言うことを聞いてくれた筈。横綱の責任は出場ではなくて、勝つことだ」と判断ミスを指摘している[58]。
- 2019年11月場所後の記事で「ここ最近の大関たちを見ても、デパートのエレベーターみたいに上がったり下がったりで、大関の価値も薄れてしまっているのは残念だよね」と嘆いていた[59]。
- 2020年1月場所、この頃の幕内力士達について「みんな場所前の稽古だけガンガンやって、本場所が始まると四股を践む程度らしいけれど、せっかく場所前に調子がよくても、2週間も何もしないと、だんだんと体のキレが悪くなっていくんだ」と話した[60]。
- 2021年5月場所前の半生を振り返ったインタビューでは、「最近(2021年5月場所前時点)の関取は、自分の型を持たず、相撲の激しさ、ハングリーさが欠けており、友達感覚で相撲を取っている。稽古も1日10番にとどまっている」という趣旨の批判をした[7]。
- 2021年7月場所千秋楽の白鵬-照ノ富士戦で見られた白鵬のかち上げを「デカい照ノ富士だからまだ大丈夫だったけれど、相手によってはこの一発で相撲人生が終わってしまうくらいの、本当に危険なこと」「もう協会も『危険な違反行為として禁止』と、スパッとルールを決めちゃえばいいと思うよ」と問題視していた。また、14日目の白鵬-正代戦で白鵬が俵近くで仕切ってからの奇襲を見せた際には「見ていて呆れたというか、もう横綱として恥ずかしいよ。元横綱の僕としては許せなかった。僕のなかにある『横綱の魂』が、新幹線に乗って東京にビューン！ と帰っちゃったよ（笑）」と呆れていた[61]。
- 『文藝春秋』2021年10月号の記事では「あれはプロレスでいう『エルボー』。『かち上げ』という相撲の技ではないよ」と白鵬のかち上げを切り捨てており「右のヒジにサポーターをしているけど、あのヒジ、痛くないんじゃないかな。もしケガをしていたら、わざわざ、痛めているところを使うわけはないよ。あのサポーターはボクシングのグローブの代わりみたい」と述べた。また、張り手に関しては「問題なのは、若いお相撲さんたちが横綱の真似をしてしまうこと。昨日今日入ってきたような新弟子や、学生出身力士たちが、横綱の真似して張り手をしているんだから本当に驚くね。昔だったら、若い子がそんな相撲を取るなんてあり得なかったのに」と憂慮しており「白鵬の場合、師匠が言えないからダメなのか、本人が師匠の言うことを聞かないからなのか……」と感想を漏らしている[62]。白鵬が休場を繰り返すことに関しては「協会が彼を『生かしている』ということなんだ」「やはり協会もビジネス的には横綱の存在が欲しいんだよ。昔と比べて協会が変わったんだと僕は思う」と分析している[63]。
- 阿炎や竜電といった元三役で幕内の力が十分にあった力士が長期出場停止によって幕下まで落ちたことに関しては、当たった下の力士の昇進や各段優勝に悪影響を与えるという観点から、出場停止期間中は給与の不支給という形にしながら番付は十両に据え置きすべきではないかと私見を述べている[64]
- 2022年5月場所後、大関陣の不成績を指して「今までもいろいろな大関がいたけど、今の大関陣はワーストだよ」と呆れていた。御嶽海を「まだ大関2場所目でしょ？　カド番が当たり前で、来場所8番勝てばいいやって、そんな考えじゃダメ」と批判し、正代に至っては「正代なんてケツがだらしないんだもの。お相撲さんはケツを見ればわかるんだ。稽古がじゅうぶんで四股をたくさん踏んでいれば、自然とケツや太ももが張ってくるものだから」と切り捨てていた。千秋楽結びの一番が優勝の掛かっていた照ノ富士と既に負け越しで翌場所の角番が決定していた御嶽海との対決であったため「千秋楽の序ノ口や序二段の優勝決定戦のほうが、よっぽど面白かったもんな」とまで扱き下ろした[65]。武蔵川の落胆通り、その後の2024年9月場所では大関陥落経験者が番付に7人を数える事態となった[66]。
- 公傷制度については、運用当時仮病で制度を悪用した力士を見てきたことから復活反対派の立場を取っている[67]。
- 評論家としては相撲を取る稽古を重視しており、朝乃山、貴景勝などに対しては、ウエイトトレーニング偏重で相撲を取る稽古が足りないと指摘している[68][69][70]。
- 大関取りの起点は関脇でないとだめだという立場を取っている[71]。
- 2024年1月場所での照ノ富士の復活優勝に関しては「休場明けの、満身創痍の横綱に優勝されてしまうって、他のお相撲サンたちとの”力の差”があり過ぎるってことにもなるんだ」と指摘している[72]。その後も満身創痍の照ノ富士の活躍を許す大関陣のだらしなさを指摘することがあった[73]。
- 2024年3月場所後、大銀杏も結えない尊富士とザンバラ頭の大の里が優勝争いを繰り広げたことについて、自身のコラムで上位陣のだらしなさを批判している。大関・霧島については「1月場所と比べて太り過ぎて持ち前の動きが悪くなっている」「師匠の最後の場所だからといって皆勤すればよいというものではなく、負けが込んだ時点で休場した方が良い」という趣旨の指摘をしており、同じく大関・貴景勝については勝ち越してからの14日目からの休場に対して「大阪場所は地元開催なのに、勝ち越しのために出場しているだけなのか?」という内容の批判している[74][75][76]。
- 2024年9月場所に大の里が大関昇進を決めた際には「まだちょんまげ頭の、今年はじめに幕内になったお相撲さんに2回の優勝をさせて大関昇進までさせてしまうって、周りがだらしないんだよ」とライバルとなるべき他の力士達を批判している。一方で、よく批判していた貴景勝がこの場所限りで引退したことに対しては「押し相撲に徹していた元大関の貴景勝が潔く引退したね。お疲れ様。でも、本当にもったいないと思う」と惜しんでいる[77]一方で「首が悪かったというけれど、思い切って半年くらい休んで、首を鍛え直して出て来てもよかったのでは?と思うんだ」と判断ミスを指摘している[78]。また、関取が付け人にピクニックのような大荷物や扇風機を持たせるなどの、昨今の関取の付け人遣いの荒さに苦言を呈している[79]。

## 主な成績

### 通算成績
- 通算成績：779勝294敗115休 勝率.726
  - 幕内成績：706勝267敗115休 勝率.726（幕内勝利数は歴代8位、外国出身力士としては歴代3位）
    - 横綱成績：216勝67敗115休 勝率.763
    - 大関成績：353勝127敗 勝率.735
- 現役在位：86場所
  - 幕内在位：73場所
    - 横綱在位：27場所
    - 大関在位：32場所（横綱昇進者では琴櫻と並び、歴代最長在位記録）
    - 三役在位：11場所（関脇9場所、小結2場所）
- 連勝記録：22（2001年5月場所4日目-2001年7月場所10日目）
- 年間最多勝：1999年（70勝20敗）、2001年（73勝17敗）
- 連続6場所勝利：76勝（2000年9月場所〜2001年7月場所）
- 通算連続勝ち越し記録：55場所（歴代1位、1990年11月場所〜1999年11月場所）
- 幕内連続勝ち越し記録：49場所（白鵬の51場所・北の湖の50場所に次いで歴代3位、1991年11月場所〜1999年11月場所）
- 幕内連続2桁勝利記録：10場所（1994年5月場所〜1995年11月場所）
- 幕内連続12勝以上勝利：5場所（1994年11月場所〜1995年7月場所、1999年3月場所〜1999年11月場所）

### 各段優勝
- 幕内最高優勝：12回（1994年7月場所、1996年11月場所、1998年1月場所、1999年3月場所、1999年5月場所、1999年9月場所、1999年11月場所、2000年9月場所、2001年11月場所、2002年3月場所、2002年5月場所、2002年9月場所）
- 十両優勝：1回（1991年7月場所）
- 三段目優勝：1回（1990年5月場所）
- 序ノ口優勝：1回（1989年11月場所）

### 三賞・金星
- 三賞：4回
  - 殊勲賞：1回（1993年11月場所）
  - 敢闘賞：1回（1991年11月場所）
  - 技能賞：2回（1992年7月場所、1994年1月場所）
- 金星：なし
  - 武蔵丸の入幕当時、在位していた北勝海・旭富士が現役晩年だったことと、二人共に対戦前に休場・引退により、平幕時代に横綱と対戦が一度も無かった。横綱初挑戦は関脇時代の対曙戦。ちなみに、同時入幕だった貴ノ浪も同様で、現役時代後半とはいえ、自身が大関から平幕に落ちた後、本割で実現した横綱戦はライバル・武蔵丸との対戦だった。

### 場所別成績
| | 一月場所 初場所（東京） | 三月場所 春場所（大阪） | 五月場所 夏場所（東京） | 七月場所 名古屋場所（愛知） | 九月場所 秋場所（東京） | 十一月場所 九州場所（福岡） |
| --- | ----------------------- | ----------------------- | ----------------------- | --------------------------- | ----------------------- | --------------------------- |
| 1989年 （平成元年） | x                       | x                       | x                       | x                           | （前相撲）              | 西序ノ口41枚目 優勝 7–0     |
| 1990年 （平成2年） | 東序二段56枚目 6–1      | 西三段目94枚目 6–1      | 東三段目40枚目 優勝 7–0 | 東幕下25枚目 5–2            | 西幕下11枚目 2–5        | 西幕下24枚目 6–1            |
| 1991年 （平成3年） | 東幕下9枚目 4–3         | 西幕下4枚目 4–3         | 東幕下筆頭 5–2          | 東十両11枚目 優勝 11–4      | 東十両3枚目 10–5        | 東前頭12枚目 11–4 敢        |
| 1992年 （平成4年） | 東前頭3枚目 9–6         | 西前頭筆頭 9–6          | 西張出小結 8–7          | 東小結 11–4 技              | 西関脇 10–5             | 東関脇 9–6                  |
| 1993年 （平成5年） | 東張出関脇 10–5         | 東関脇 10–5             | 東関脇 9–6              | 西関脇 8–7                  | 東関脇 8–7              | 西張出関脇 13–2 殊          |
| 1994年 （平成6年） | 東関脇 12–3 技          | 西張出大関 9–6          | 東張出大関 12–3         | 西大関1 15–0                | 東大関1 11–4            | 西大関2 12–3                |
| 1995年 （平成7年） | 西大関1 13–2            | 東大関1 12–3            | 東大関1 12–3            | 東大関1 12–3                | 東大関1 10–5            | 東大関1 10–5                |
| 1996年 （平成8年） | 西大関1 9–6             | 西大関1 9–6             | 東大関2 9–6             | 東大関2 10–5                | 東大関2 11–4            | 西大関1 11–4                |
| 1997年 （平成9年） | 西大関1 12–3            | 西大関1 12–3            | 東大関1 9–6             | 西大関1 10–5                | 東大関1 13–2            | 東大関1 12–3                |
| 1998年 （平成10年） | 西大関1 12–3            | 東大関1 8–7             | 西大関1 10–5            | 西大関1 12–3                | 東大関1 11–4            | 東大関1 11–4                |
| 1999年 （平成11年） | 東大関1 8–7             | 東大関1 13–2            | 東大関1 13–2            | 西横綱 12–3                 | 西横綱 12–3             | 東横綱 12–3                 |
| 2000年 （平成12年） | 東横綱 2–2–11           | 東横綱2 11–4            | 東横綱2 休場 0–0–15     | 東横綱2 10–5                | 西横綱 14–1             | 東横綱 11–4                 |
| 2001年 （平成13年） | 西横綱 14–1             | 西横綱 12–3             | 西横綱 13–2             | 西横綱 12–3                 | 東横綱 9–6              | 東横綱 13–2                 |
| 2002年 （平成14年） | 東横綱 1–3–11           | 東横綱 13–2             | 東横綱 13–2             | 東横綱 10–5                 | 東横綱 13–2             | 東横綱 4–2–9                |
| 2003年 （平成15年） | 東横綱 休場 0–0–15      | 東横綱 休場 0–0–15      | 西横綱 休場 0–0–15      | 西横綱 2–4–9                | 西横綱 休場 0–0–15      | 西横綱 引退 3–5–0           |
| 各欄の数字は、「勝ち-負け-休場」を示す。 優勝 引退 休場 十両 幕下 三賞：敢=敢闘賞、殊=殊勲賞、技=技能賞 その他：★=金星 番付階級：幕内 - 十両 - 幕下 - 三段目 - 序二段 - 序ノ口 幕内序列：横綱 - 大関 - 関脇 - 小結 - 前頭（「#数字」は各位内の序列） |                         |                         |                         |                             |                         |                             |

## 合い口
- 元横綱・曙には16勝22敗。他に優勝決定戦で1勝2敗。横綱同士の対戦は2勝2敗。最後の勝利は2000年7月場所で、決まり手は寄り切り。
- 元横綱・貴乃花には19勝29敗。他に優勝決定戦で4敗がある。大関同士の対戦は1勝4敗、貴乃花の横綱昇進後は6勝16敗、横綱同士の対戦は7勝1敗。最後の勝利は2002年9月場所で、決まり手は寄り切り。
- 元横綱・若乃花には24勝14敗。他に優勝決定戦で1勝がある。大関同士の対戦は14勝7敗、若乃花の横綱昇進後は3勝1敗、横綱同士の対戦は1勝。最後の勝利は1999年9月場所で、決まり手は寄り倒し。
- 元横綱・朝青龍には5勝4敗。朝青龍の大関在位中は1勝。横綱昇進後は、対戦なし。最後の勝利は2002年9月場所で、決まり手は小手投げ。
- 元大関・小錦には8勝7敗。小錦の大関在位中は3勝7敗。大関同士の対戦はなし。
- 元大関・霧島には6勝2敗。霧島の大関在位中は3勝2敗。大関同士の対戦はなし。
- 元大関・貴ノ浪には37勝21敗。他に優勝決定戦で1勝がある。大関同士の対戦は18勝14敗、武蔵丸の横綱昇進後は12勝5敗。最後の勝利は2002年7月場所で、決まり手は寄り切り。
- 元大関・千代大海には11勝9敗。大関同士の対戦は1勝、武蔵丸の横綱昇進後は7勝6敗。最後の勝利は2002年9月場所で、決まり手は極め出し。
- 元大関・魁皇には26勝20敗。
- 元大関・栃東には16勝8敗。

## 幕内対戦成績
| 力士名   | 勝数 | 負数 | 力士名   | 勝数  | 負数  | 力士名   | 勝数 | 負数 | 力士名   | 勝数 | 負数   |
| -------- | ---- | ---- | -------- | ----- | ----- | -------- | ---- | ---- | -------- | ---- | ------ |
| 蒼樹山   | 10   | 0    | 安芸乃島 | 32(1) | 11    | 曙       | 16*  | 22** | 朝青龍   | 5    | 4      |
| 朝乃翔   | 5    | 0    | 朝乃若   | 3     | 0     | 旭豊     | 7    | 2    | 安美錦   | 2    | 1      |
| 岩木山   | 0    | 1(1) | 皇司     | 2     | 0     | 大若松   | 1    | 0    | 小城錦   | 11   | 2      |
| 小城ノ花 | 1    | 0    | 魁皇     | 26    | 20    | 海鵬     | 3    | 3(1) | 春日富士 | 1    | 0      |
| 巌雄     | 4    | 0    | 北勝鬨   | 6     | 0     | 旭鷲山   | 17   | 2    | 旭天鵬   | 10   | 1      |
| 旭道山   | 8    | 2    | 鬼雷砲   | 4     | 1     | 霧島     | 6    | 2    | 久島海   | 7    | 1      |
| 剣晃     | 12   | 2    | 五城楼   | 1     | 0     | 琴稲妻   | 7    | 0    | 琴ヶ梅   | 1    | 0      |
| 琴錦     | 26   | 18   | 琴ノ若   | 29    | 13(1) | 琴富士   | 3    | 1    | 琴別府   | 4    | 2      |
| 琴光喜   | 7    | 3    | 琴龍     | 6     | 1     | 小錦     | 8    | 7    | 敷島     | 4    | 0      |
| 霜鳳     | 1    | 1    | 大至     | 1     | 1     | 大翔鳳   | 5    | 4    | 大翔山   | 3    | 1      |
| 大善     | 6    | 2    | 貴闘力   | 37    | 8     | 貴ノ浪   | 37*  | 21   | 貴乃花   | 19   | 29**** |
| 隆乃若   | 9    | 2(1) | 高見盛   | 4     | 1     | 隆三杉   | 4    | 0    | 玉春日   | 14   | 3      |
| 玉乃島   | 5    | 2(1) | 千代大海 | 11    | 9     | 千代天山 | 6    | 3    | 寺尾     | 14   | 3      |
| 闘牙     | 15   | 0    | 時津海   | 4     | 0     | 時津洋   | 1    | 0    | 土佐ノ海 | 28   | 6      |
| 栃東     | 16   | 8    | 栃栄     | 2     | 0     | 栃乃洋   | 17   | 4    | 栃乃花   | 2    | 0      |
| 栃乃和歌 | 23   | 0    | 巴富士   | 4     | 2     | 智乃花   | 4    | 1    | 豊ノ海   | 3    | 0      |
| 浪之花   | 6    | 0    | 濱ノ嶋   | 8     | 0     | 追風海   | 6(1) | 0    | 肥後ノ海 | 11   | 2      |
| 北勝力   | 2    | 0    | 舞の海   | 5     | 1     | 三杉里   | 18   | 2    | 水戸泉   | 10   | 3      |
| 湊富士   | 8    | 1    | 両国     | 0     | 1     | 若翔洋   | 7    | 5    | 若瀬川   | 1    | 0      |
| 若の里   | 10   | 5    | 若乃花   | 24*   | 14    |          |      |      |          |      |        |

- 他に優勝決定戦（巴戦も含む）で、若乃花・貴ノ浪に各1勝、曙に1勝2敗、貴乃花に4敗がある。

## 改名歴
- 武蔵丸 光洋（むさしまる こうよう）1989年9月場所-2003年11月場所

## 年寄名変遷
- 武蔵丸 光洋（むさしまる こうよう）2003年11月 - 2008年10月
- 振分 光洋（ふりわけ-）2008年10月 - 2012年8月
- 大島 光洋（おおしま-）2012年8月 - 2013年2月
- 武蔵川 光偉（むさしがわ みつひで）[注釈 33] 2013年2月 -

## TV出演
- オールスター感謝祭'95 超豪華!クイズ決定版 この秋お待たせ特大号（1995年9月30日 TBS）
- めちゃ×2イケてるッ!『単位上等!爆走数取団』（2004年4月24日 フジテレビ）
- SPORTS JAPAN（2013年8月、9月 NHKワールドTV）

## CM出演
- ソフトバンク（2009年6月）ボディーガード編。ブラッド・ピットと競演。監督は『マルコヴィッチの穴』などで知られる奇才、スパイク・ジョーンズが手掛けた。
- 阿須里家シリーズ（2013年10月より順次放送）小谷実可子、織田信成、伊藤沙月と共演
  - コナミデジタルエンタテインメント実況パワフルプロ野球2013
  - アートネイチャー
  - 日本マイクロソフトWindows 8.1
- 岩手県家庭教師協会（2015年9月ごろから）